# Eduardo Cano
Eduardo Cano, né Eduardo Cano de la Peña en 1823 à Madrid et mort en 1897 à Séville, est un peintre et illustrateur espagnol, spécialisé en peinture d'histoire.

## Biographie
Eduardo Cano naît à Madrid mais doit très jeune déménager à Séville, où son père, Melchor Cano (es), est nommé architecte principal de la ville,.
Son père le pousse à étudier l'architecture, mais il se redirige rapidement vers des études artistiques à l'École royale des trois nobles arts de Séville (es), où il étudie le dessin et la musique. Il est rapidement nommé Académicien de nombre et obtient la Chaire de couleur et composition à l'Académie royale des beaux-arts de Santa Isabel de Hungría (es).
À la mort de ses parents, il part à Madrid et reprend ses études sous la direction de José et Federico de Madrazo ainsi que de Carlos Luis de Ribera y Fieve à l'Académie royale des beaux-arts de San Fernando. Federico de Madrazo lui commande une série de plusieurs portraits de monarques espagnols pour la « Série chronologique des rois d'Espagne », à destination du musée du Prado.
Il poursuit ses études à Paris, où il réalise deux de ses plus importantes œuvres, Cristóbal Colón en el convento de la Rábida (« Christophe Colomb dans le convent de La Rábida »), une toile du plus pur style romantique qui obtiendra la médaille de première classe à l'Exposition nationale des beaux-arts de 1856 et se trouve au palais du Sénat ; et Entierro del condestable Don Álvaro de Luna (« Enterrement du connétable Don Álvaro de Luna »), également médaille de première classe lors de l'Exposition nationale de 1858 et étant exposée au musée du Prado.
De retour dans la ville hispalense, il est nommé conservateur du musée des beaux-arts de Séville en plus d'autres postes officiels et de son activité académique.
Il travaille par ailleurs comme illustrateur pour les revues El Arte en España, El Museo Universal et La Bonanza.

## Œuvre

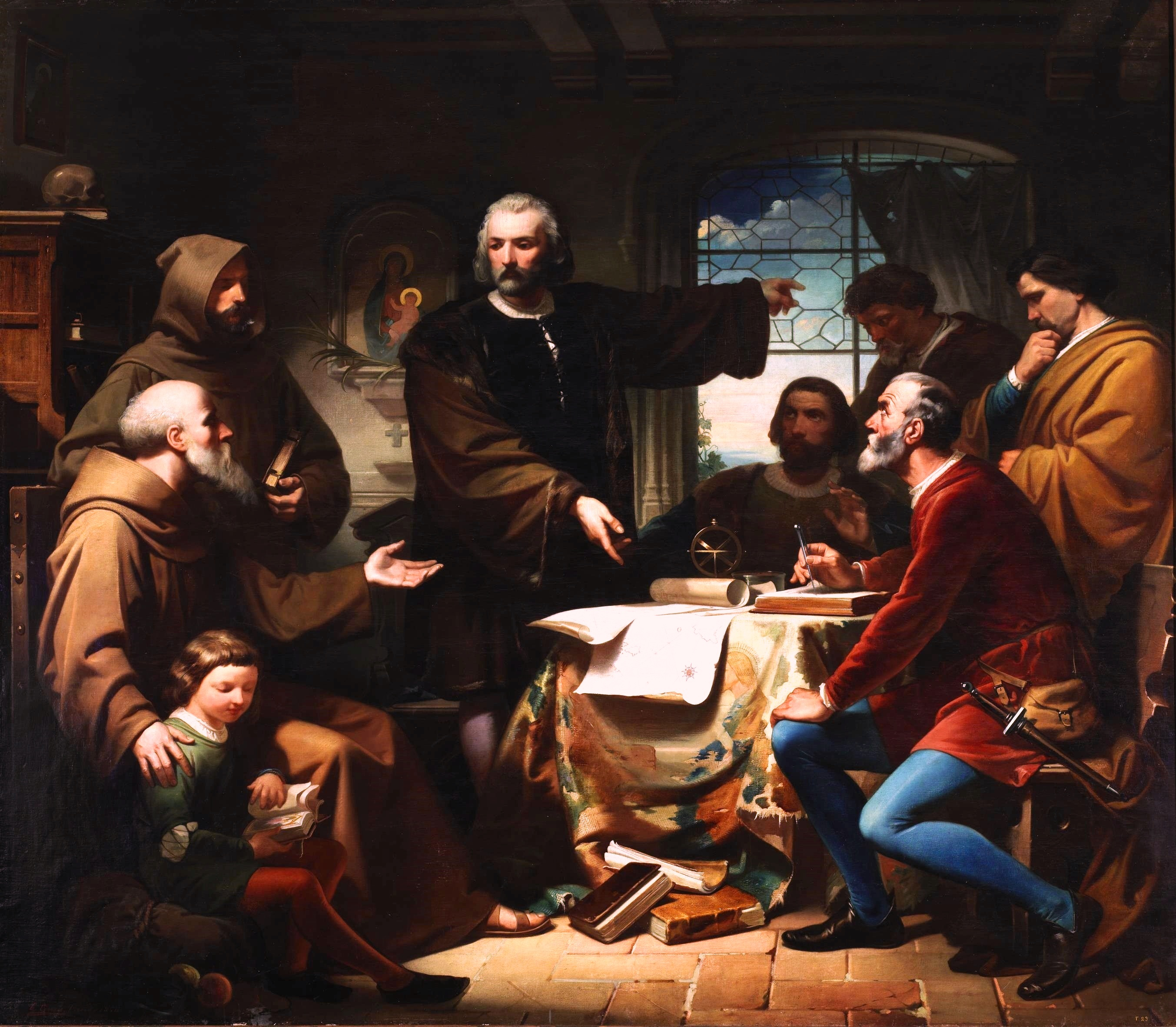
Cristóbal Colón en el convento de la Rábida (1856).

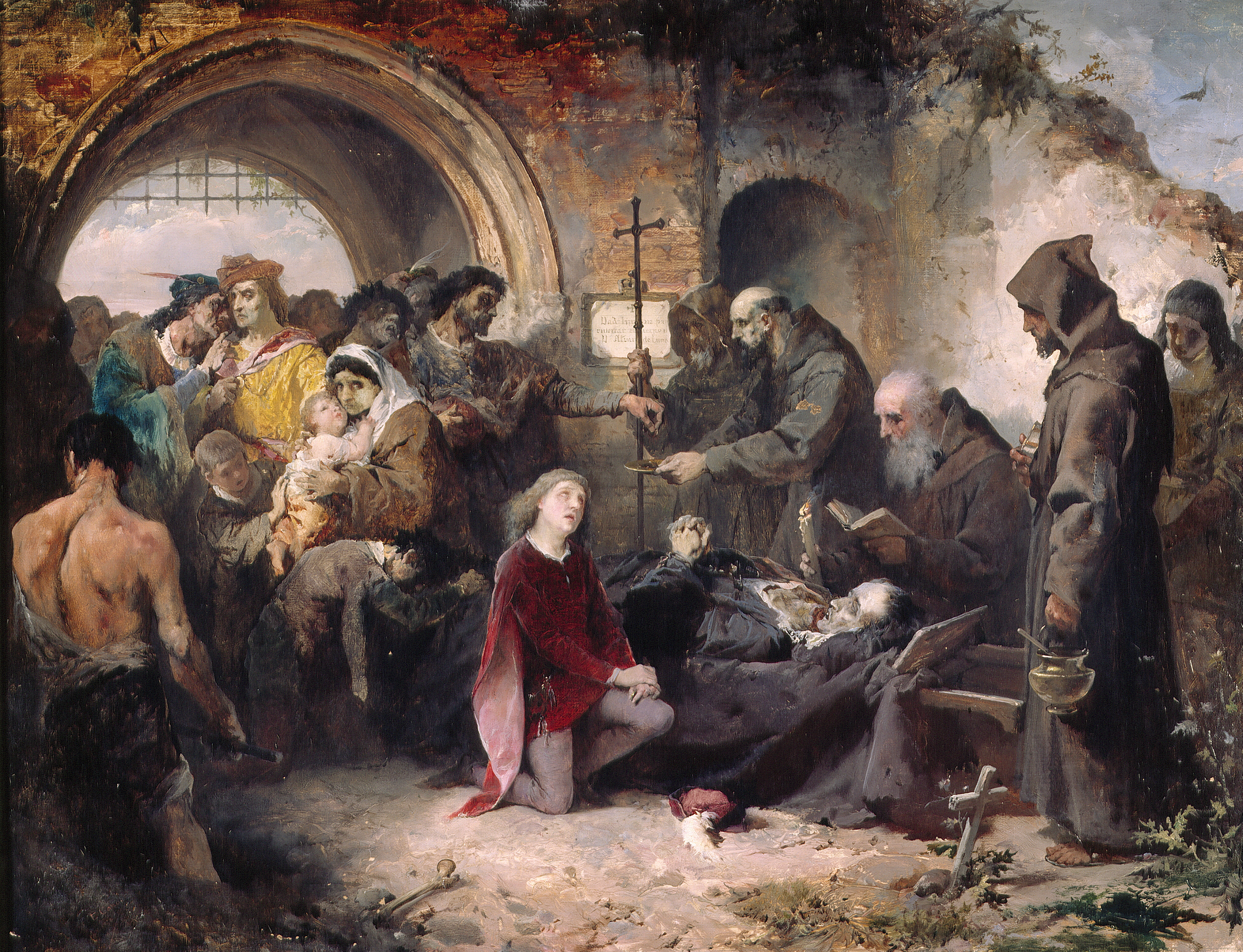
Ébauche de lEntierro del condestable don Álvaro de Luna (1856).

Eduardo Cano est l'un des peintres d'histoire les plus remarquables de sa génération. Mais bien qu'il s'agisse de sa facette la plus connue, son travail comme portraitiste est également remarquable, comme le sont les Retrato de Fernán Caballero, Retrato en el estudio del pintor et Retrato de una joven.
Œuvres conservées au musée du Prado à Madrid
- Série chronologique des rois d'Espagne :
  - Ordoño I, huile sur toile, 224×140 cm (1852 ; en dep. à la basilique de Santa María la Real de Covadonga (es), Asturies)
  - Alfonso III el Magno, huile sur toile, 224×140 cm (idem)
  - Silo, rey de Asturias, huile sur toile, 224×140 cm (1853 ; idem)
  - Don Aurelio, huile sur toile, 224×140 cm (idem)
  - Alfonso IV el Monje, huile sur toile, 224×140 cm (idem)
- Entierro del condestable don Álvaro de Luna, huile sur toile, 243×295 cm (1856)[3]
- Cristóbal Colón en el convento de la Rábida, huile sur toile, 232×260 cm (1856 ; en dep. au palais du Sénat, Madrid)[4]
- Entierro del condestable don Álvaro de Luna, huile sur toile, 52×68 cm (1858)
- Cervantes y don Juan de Austria, huile sur toile, 26,7×35,2 cm (1860 ; en dep. à la mairie de Las Palmas de Gran Canaria)
- Retrato de Juan Martínez Montañés, huile sur toile, 84×68 cm, (1877, en dep. à l'Académie royale d'histoire, Madrid)
- Retrato de don Rafael Colón y Borrego, huile sur toile, 70×57 cm (en dep. au musée régional de la Garrotxa (es), Olot)
- Tintoretto pintando a su hija muerta, huile sur toile, 19×24,5 cm

Autres œuvres
- Los Reyes Católicos recibiendo a los cautivos cristianos, huile sur toile, 300×480 cm (1867 ; musée des beaux-arts de Séville)[5]
- La entrada de los Reyes Católicos en la Alhama
- Regreso de la guerra de África
- Jesús confortado por el ángel en el Huerto